# Таймс
„Таймс“ (на английски: The Times, в превод „Времената“) е британски национален вестник, публикуван всекидневно във Великобритания от 1785 г., и е под това име от 1788 г. Заради историята си той е бил смятан за архивен и документален. Играел е влиятелна роля в политиката и определянето на общественото мнение по международните въпроси.
Със сродния му вестник „Сънди Таймс“ се публикува от „Таймс Нюзпейпър лимитид“, филиал на „Нюз Интернешънъл“ – самият изцяло притежаван от „Нюз Корпорейшън груп“, оглавяван от Рупърт Мърдок. Макар традиционно да е десен вестник и силен привърженик на консерваторите, той подкрепя лейбъристите през последните 2 избора, след като Мърдок се съюзява с Тони Блеър.
„Таймс“ е вестникът, който първи носи това име. Извън Великобритания понякога е наричан „Таймс от Лондон“, макар че е национален, а не лондонски вестник; или още по-невярно „Лондон Таймс“, за да се отличи от многото други вестници, използващи името „Таймс“ като „Ню Йорк Таймс“, „Таймс от Индия“, ирландският „Таймс“. Той също така е основоположник на известния шрифт „Таймс Ню Роман“, първоначално създаден от Стенли Морисън от „Таймс“ в сътрудничество с корпорацията „Монотайп“.
Вестникът е печатан в голям формат от 200 години, но се променя през 2004 г., в опит да отговори на желанието да е привлекателен за младите читатели. През май 2006 г. ръководството обявява планове за издаване и в САЩ, което започва от 6 юни същата година.
През ноември 2006 г., Таймс започва принтирането си в нов шрифт, Таймс Модерн. Той променя целия си формат, започва отпечатването на заглавията с шрифт „Санс-Сериф“.

## „Таймс“ днес
Цената на вестника във Великобритания е 65 пенса през седмицата (което е 1,8 лева, но в България цената на вестника, който пристига най-малко с 1 ден закъснение, е над 4 лв.) и 25 пенса за студенти в някои университетски будки (тоест 0,7 лв.) и £1,30 в събота (3,8 лв.). Неделният „Таймс“, нар. „Сънди Таймс“, е с голям формат и струва £2 (5,8 лв.)
Средният тираж, удостоверен за ноември 2005 г., показва, че „Таймс“ продава 692 581 броя за ден. Това е най-високото постигнато от тогавашния редактор Робърт Томпсън и остава над „Дейли Телеграф“ по пълни разпродажби, макар че „Дейли Телеграф“ остава лидер на пазара сред големите вестници с 905 955 броя при над 300 000 абоната. Таблоидните вестници като „Сън“ понастоящем продават повече и от двата вестника с тираж от средно 3 274 855, имайки по-широкообхватно съдържание и въздействие.

## История
„Таймс“ е основан от Джон Уолтър през 1785 г. като „Дейли Юнивърсал Реджистър“, но недоволен от общото пренебрежение на обществото, след 940 издания Уолтър сменя заглавието на „Таймс“ на 1 януари 1788. Той е също така първият редактор на вестника. Оттегля се през 1803 г., предавайки редакторската работа и владението на вестника на Джон Уолтър Втори след 16 месеца в затвора „Нюгейт“ заради клевета във вестника. Неговите пионерски усилия да добива европейски новини, особено от Франция, спомагат на вестника да придобие репутация сред застрахователите и финансистите.
На „Таймс“ сътрудничели забележителни фигури в областта на политиката, науката, литературата и изкуствата и с този свой принос те изграждат неговата репутация. През по-голямата част от началните години на неговото издаване печалбите на „Таймс“ били действително големи, а конкуренцията – минимална, така че заплащането във вестника е било далеч по-добро, отколкото при другите вестници.